# Ross McCall
Ross McCall (Port Glasgow, 13 gennaio 1976) è un attore britannico.

## Biografia
Nel 1989, allora sconosciuto al mondo dello spettacolo, partecipò al video dei Queen The Miracle, interpretando Freddie Mercury da giovane.
Nel 2014, McCall ha partecipato a una campagna dell'organizzazione per la conservazione della vita marina Sea Shepherd per impedire l'uccisione delle balene nelle Isole Faroe. L'anno seguente, sempre insieme a Sea Shepherd, è tornato alle Isole Faroe per documentare le pratiche di caccia in un cortometraggio.
Nel 2014, McCall ha partecipato a una campagna dell'organizzazione per i diritti degli animali PETA per vietare gli animali selvatici nei circhi. Facendo ciò si è fatto fotografare con una maglietta "Sea World Kills".
Inoltre, l'attore condanna la pratica della caccia al trofeo.

## Vita privata

### Relazioni
McCall è stato fidanzato con l'attrice americana Jennifer Love Hewitt, con la quale ha recitato in un episodio di Ghost Whisperer. Il 5 gennaio 2009, la rivista People ha riferito che Hewitt aveva interrotto il loro fidanzamento alla fine del 2008.
Nell'agosto 2019 ha partecipato alla 76ª Mostra internazionale d'arte cinematografica di Venezia con Alessandra Mastronardi, sua ex-fidanzata.

## Filmografia

### Cinema
- Waterland - Memorie d'amore (Waterland), regia di Stephen Gyllenhaal (1992)
- LD 50 Lethal Dose, regia di Simon De Silva (2003)
- EMR, regia di James Erskine e Danny McCullough (2005)
- Nature Unleashed: Volcano, regia di Mark Roper (2004)
- Hooligans (Green Street), regia di Lexi Alexander (2005)
- Snakeman - Il predatore (The Snake King), regia di Allan A. Goldstein (2005)
- Submerged - Allarme negli abissi (Submerged), regia di Anthony Hickox (2005)
- Trade Routes, regia di James X. Loftus (2007)
- Autopsy, regia di Adam Gierasch (2008)
- Hooligans 2 – Stand Your Ground (Green Street Hooligans 2: Stand Your Ground) , regia di Jesse V. Johnson (2009)
- Knuckle Draggers (Alpha Males Experiment), regia di Alex Ranarivelo (2009)
- Serving Up Richard (The Guest Room), regia di Henry Olek (2011)
- Automotive, regia di Tom Glynn (2013)
- In Embryo, regia di Ulrich Thomsen (2016)
- A Christmas in New York, regia di Nathan Ives (2016)
- The Beautiful Ones, regia di Jesse V. Johnson (2017)
- Hex, regia di Rudolf Buitendach (2018)
- 7 days to Veags regia di Eric Balfour (2019)
- Average Guys, regia di Kevin M. White (2019)
- Vores mand i Amerika, regia di Christina Rosendahl (2020)
- About Us, regia di Stefan Schwartz (2020)

### Televisione
- Jekyll & Hyde, regia di David Wickes - film TV (1990)
- The Brittas Empire - serie TV, episodio 1x02 (1991)
- Bonjour la Classe -  serie TV, episodio 1x02 (1993)
- The Return of the Borrowers, serie TV, 4 episodi (1993)
- Metropolitan Police - serie TV, 3 episodi (1993-1998)
- It Could Be You - film TV (1995)
- Bramwell - serie TV, episodio 2x06 (1996)
- In Suspicious Circumstances -  serie TV, episodio 5x02 (1996)
- The Broker's Man - serie TV, episodio 1x03 (1997)
- Pie in the Sky -  serie TV, episodio 5x04 (1997)
- My Summer with Des - film TV (1998)
- Band of Brothers – Fratelli al fronte - serie TV, 9 episodi (2001)
- Icon - Sfida al potere, regia di Charles Martin Smith - film TV (2005)
- CSI: NY - serie TV, episodio 2x06 (2005)
- Bones - serie TV, episodio 1x08 (2005)
- Ghost Whisperer - serie TV, episodio 1x13 (2006)
- The Man, regia di Simon West - Film TV (2007)
- Crash - serie TV, 26 episodi (2008-2009)
- Luther - serie TV, episodio 1x05 (2010)
- White Collar - serie TV, 9 episodi (2010-2014)
- Castle - serie TV, episodio 4x04 (2011)
- Ogni killer ha il suo segreto (Wired to kill), regia di Philippe Gagnon - Film TV (2011)
- A Country Christmas Story, regia di Eric Bross - Film TV (2013)
- 24: Live Another Day - miniserie televisiva, 9 episodi (2014)
- Lucifer - serie TV, episodio 1x12 (2016)
- Fear The Walking Dead - serie TV, episodio 3x01 (2017)
- Rome in Love, regia di Eric Bross - film TV (2019)
- The Offer - miniserie TV, episodio 2 (2022)
- Suspicion – serie TV, 6 episodi (2022-in corso)

### Videoclip
- The Miracle - singolo dei Queen del 1989, Freddie Mercury da ragazzino.

## Doppiatori italiani
Nelle versioni in italiano delle opere in cui ha recitato, Ross McCall è stato doppiato da:
- Corrado Conforti in CSI: NY,[6] Ghost Whisperer,[7] White Collar[8]
- Francesco Pezzulli in Hooligans[9]
- Luigi Ferraro in Crash[10]
- Fabrizio Manfredi in Luther[11]
- Guido Di Naccio in Castle[12]
- Giorgio Borghetti in 24: Live Another Day[13]
- Andrea Lavagnino in Suspicion[14]